# Dévek
A dévek vagy daévák (perzsa: دیو) avesztai kifejezés olyan természetfeletti entitásokra, amelyek kellemetlen tulajdonságokkal rendelkeznek. A Gáthákban, a zoroasztriánus kánon legrégibb szövegeiben "olyan istenek, akiket el kell utasítani". Ez a jelentés érzékelhető az óperzsa (Kr. e. 5. századi) daiva-feliratokon is. A korai Avesztában olyan istenségek, amelyek elősegítik a káoszt és rendellenességet. A későbbi hagyományokban és folklórban minden elképzelhető gonoszság és rossz megszemélyesítői.
A szó eredeti alakja az Avesztában a démont jelölő daéva, ami megfelel a szanszkrit dévának, az istenségnek. Mindkettő a ragyogást jelölő "diu" gyökből származik, amellyel Zeusz, Deus, dies stb. szavakban találkozhatunk.
A démonok száma végtelen, vezetőjük Angra Mainju. A főgonosz közvetlen alárendeltje hat fő ártó szellem, akiknek ugyanúgy kell harcolniuk a hat Amesa Szpenta ellen, ahogy Angra Mainju (Ahriman) harcol Ahura Mazdával.